# جوائو آلوارس فاگوندس
جوائو آلوارس فاگوندس (João Álvares Fagundes) (متولد ۱۴۶۰ در پادشاهی پرتغال-درگذشت ۱۵۲۲ در پادشاهی پرتغال)، کاوشگر و صاحب کشتی ویانا دو کاستلو در شمال پرتغال بود. او در سال‌های ۱۵۲۰–۱۵۲۱ چندین مأموریت به نیوفاندلند و نوا اسکوشیا را سازماندهی کرد.
فاگوندز به همراه جانشین خود پرو دی بارسلوس و با همراهی استعمارگران (بیش از آزورها و بعضی از سرزمین اصلی پرتغال)، جزایر سنت پل در نزدیکی کیپ برتون، سیبل آیلند، پینگوئین آیلند (اکنون به فانک آیلند معروف است)، برجیو و سن پیر و میکلون را کشف کرد. جزیره‌های بعدی را به افتخار سنت اورسولا، ایلون تاوزند ویرجینز نام‌گذاری نمود.
پادشاه پرتغال، مانوئل اول، در تاریخ ۱۳ مارس ۱۵۲۱ حق انحصاری و مالکیت اکتشافات جزایر را به فاگوندز اعطا کرد.
ساموئل دو شامپلین در سال ۱۶۰۷ بقایای یک صلیب بزرگ را در لنگرگاه امروزی ادوکیت بندر، نوا اسکوشیا در حوضه میناس شناسایی کرد («یک صلیب قدیمی که با خزه پوشیده شده بود و کاملاً زنگ زده بود»). برخی از تاریخ‌دانان این صلیب را به فاگوندز منسوب می‌کنند که به نظر می‌رسد هشت دهه قبل از این مکان دیدن کرده بود.

## مستعمره ماهی‌گیری کیپ برتون
۴۵ یا ۵۰ سال قبل یعنی در سال ۱۵۷۰ کاپیتان فرانسیسکو دسوزا (ناظر یا فرماندار پادشاه) از فرماندهی جزیره مادیرا و بومی همان گزارش داده بود، بعضی نجیب‌زادگان از وین با توجه به اطلاعاتی که از مکان جدید ماهی روغنی داشتند، مصمم بودند در بخشی از این سرزمین ساکن شوند. از پادشاه مانوئل، مجوز مأموریتی تحت فرمان جوائو آلوارس فاگوندز گرفتند، زیرا او خانواده‌ها و زوج‌های زیادی از آزورها را مخصوصاً از جزیره ترسیرا راهنمایی کرده بود که همگی حین سفر جمع شده بودند. با ناوهای جنگی وکشتی‌های بادبانی به آمریکای شمالی رسیدند، «از آن جاییکه ساحل نیوفاندلند را بسیار سرد می‌دانستند از شرق به سمت غرب رفتند» تا اینکه به «یک ساحل جدید رسیدند و از شمال شرقی تا جنوب غربی صف آرایی کردند، همان‌جا ساکن شدند و تعدادی از کشتی‌های خود را از دست دادند». دسوزا گفت اطلاعات بیشتری از «استعمارگرانی که آنجا سکونت داشتند به دست نیامد زیرا ارتباطی با کلانشهر نداشتند».
بعدها ماهی‌گیران باسکی که به آن ناحیه رفته بودند خبر سرنوشت استعمارگران را باخود آوردند. باسکی‌ها اطلاعات مستعمرات، ساکنین و نسل بعد بازگو کردند. «گفتند از آن‌ها درخواست کردند مقامات پرتغال را از وضعیت‌شان در سرزمین آگاه کنند و برایشان کشیش بفرستند زیرا غیریهودیان (احتمالاً مردم میکماق) «صلح طلب و مطیع هستند و افراد مشهوری هستند که آنجا قایق‌رانی می‌کنند. طبق گفته سوزا این منطقه در کیپ بریتو قرار داشت. (کیپ برتون به پرتغالی قدیمی است. که در سال ۱۵۷۰ به دلیل جستجوهای جیکیوز کارتیه و دیگران این اسم را داشت)، براساس گفته تاریخ‌نویسان «در ورودی ساحل شمالی در منطقه مسکونی یک خلیج زیبا چیزهای باارزشی مانند گردو، بلوط، انگور و میوه‌های فراوانِ دیگری یافت می‌شد. سرزمین خوبی به نظر می‌رسید. در میان این گروه‌ها زوج‌هایی از آزورها وجود داشتند که در آنجا سکونت می‌کردند».
فرماندار مادیرا معرفی این مستعمره را با یک دعا به پایان رساند: «باشد که پروردگار ما از لطفش راه گرفتن کمک را بر آنها هموار سازد، نیت من این است که از این مسیر ساحلی عبور کنم تا به جزیر سائو فرانسیسکو برسم و این مسیر را با یک سفر قابل دسترسی کنم». احتمال دارد این مستعمره تا ۱۵۷۰ یا تا پایان قرن پا بر جا مانده باشد.